# Radu Ceontea
Radu Ceontea (n. 10 noiembrie 1943 - d. 2006) a fost un senator român în legislatura 1990-1992, ales în județul Mureș pe listele partidului PUNR și în legislatura 1992-1996 ca independent. În cadrul activitâții sale parlamentare în legislatura 1990-1992, Radu Ceontea a fost membru în grupurile parlamentare de prietenie cu Statul Israel, Republica Elenă, Ungaria, Republica Coreea, Republica Federală Germania. În legislatura 1992-1996, Radu Ceontea a inițiat o singură moțiune. 